# Øre kommun
Øre kommun (norska: Øre kommune) var en kommun i Møre og Romsdal fylke i västra Norge. Kommunen omfattade den sydvästra delen av nuvarande Gjemnes kommun. Byn Øre utgjorde kommunens centralort.

## Administrativ historik
Øre kommun upprättades den 1 januari 1838 (som Øre formannskapsdistrikt) när Formannskapslovene från 1837 trädde i kraft.
Den 1 januari 1882 överfördes ett bebott område (med 40 invånare) från Frei kommun (Fredø kommun) till Øre kommun.
Den 1 september 1893 bröts ett område med 226 invånare ut ur kommunen för att tillsammans med en delar av kommunerna Frei och Kvernes bilda Gjemnes kommun.
Den 1 januari 1965 gick Øre kommun, tillsammans med en del av Tingvolls kommun, upp i Gjemnes kommun. Kommunens hade då 1 565 invånare.